# Stadion Olimpijski w Kirkuku
Stadion Olimpijski – stadion piłkarski znajdujący się w mieście Kirkuk w Iraku. Posiada nawierzchnię trawiastą. Może pomieścić 30000 osób. Został otwarty w 1982 roku. Swoje mecze rozgrywa na nim klub Kirkuk FC.